# Championnats du monde de duathlon longue distance 2023
Navigation
Édition précédente Édition suivante
Les championnats du monde de duathlon longue distance 2023 sont organisés par la Fédération internationale de triathlon (World Triathlon). Ils se déroulent à Zofingen en Suisse le 3 septembre 2023. C'est l'épreuve longue distance du Powerman Duathlon qui sert de support à ce championnat du monde pour la 16e fois de son histoire.

## Organisation
| Distances course (kilomètres) | Distances course (kilomètres) | Distances course (kilomètres) |
| Course à pied                 | Cyclisme                      | Course à pied                 |
| ----------------------------- | ----------------------------- | ----------------------------- |
| 10                            | 150                           | 30                            |

## Palmarès
Les tableaux présentent les podiums des championnats.
| Rang               | Athlète           | Pays      | Temps           |
| ------------------ | ----------------- | --------- | --------------- |
| Médaille d'or      | Simon Jørn Hansen | Danemark  | 5 h 55 min 39 s |
| Médaille d'argent  | Émile Blondel     | France    | 6 h 2 min 49 s  |
| Médaille de bronze | Fabian Holbach    | Allemagne | 6 h 3 min 51 s  |

| Rang               | Athlète        | Pays      | Temps           |
| ------------------ | -------------- | --------- | --------------- |
| Médaille d'or      | Merle Brunnée  | Allemagne | 6 h 45 min 3 s  |
| Médaille d'argent  | Melanie Maurer | Suisse    | 6 h 48 min 34 s |
| Médaille de bronze | Lotte Claes    | Belgique  | 6 h 53 min 47 s |